# 周駿
周 駿（しゅう しゅん）は中華民国の軍人。川軍（四川軍）に属し、袁世凱支持派である。字は吉珊。

## 事跡
四川武備学堂卒業後、日本へ留学する。陸軍士官学校第6期歩兵科を卒業した。1909年（宣統元年）に帰国し、以後四川武備学堂の教習や監督、四川新軍第17鎮の管帯や標統を歴任した。
1912年（民国元年）、四川第1師師長に任命される。1913年（民国2年）、陸軍第15師師長となり、重慶鎮守使も兼任した。以上の職歴から、周駿は将来の四川軍界におけるトップエリートであり、指導者の地位が約束されていたとも言えた。
護国戦争（第三革命）終盤の1916年（民国5年）5月に四川将軍陳宧が独立を宣言すると、周駿は袁世凱から署理四川督軍に任命される。6月には陳宧を駆逐して成都入りした。しかし、国内情勢はすでに護国軍が圧倒的有利であり、まもなく今度は周駿が護国軍に成都から追い払われてしまう。結局、この時の状勢判断の甘さが致命傷となり、周駿は陳宧共々下野に追い込まれた。
1923年（民国12年）5月、北京政府から四川塩運使に任命されたが、同年中に死去した。享年40。